# Giovane Élber
Élber Giovane de Souza (Londrina, 23 juli 1972) alias Giovane Élber is een Braziliaans voormalig profvoetballer. Hij was lange tijd de meestscorende buitenlander ooit in de Duitse Bundesliga met 133 doelpunten, totdat Claudio Pizarro hem in 2010 voorbij streefde.

## Clubcarrière

### Jeugdjaren
Élber begon op vijfjarige leeftijd met voetballen in zijn geboortestad Londrina bij Londrina Esporte Clube. In tegenstelling tot andere Braziliaanse leeftijdsgenoten leerde hij het spel niet op straat maar in een klein zaaltje van een sporthal. Door het voetballen in de kleine ruimte en de snelheid van het zaalvoetbal ontwikkelde hij zich snel tot een speler met een uitstekende techniek en een goed gevoel voor positie. Het waren de eigenschappen die hem zouden onderscheidden van andere jonge voetballers en het leverde hem op 19-jarige leeftijd een transfer op naar de Italiaanse topclub AC Milan. Bij de club uit Milaan stond hij dagelijks op het trainingsveld met spelers als Marco van Basten en Ruud Gullit maar kwam hij door zijn onervarenheid niet aan spelen toe. Élber werd daarom uitgeleend aan het Zwitserse Grasshopper waar Leo Beenhakker aan het roer stond.

### Grasshopper
In Zürich kon de spits voor het eerst laten zien wat hij in zijn mars had en dat lukte zeer aardig. Ondanks alle moeite degradeerde de club echter bijna in het eerste seizoen dat Élber er speelde. Het tweede seizoen verliep veel voorspoediger, Grasshopper draaide weer mee in de top en een seizoen later werd zelfs de Schweizer Cup gewonnen. De goals van Élber hadden een grote bijdrage geleverd aan het succes, in drie seizoenen maakte hij 47 doelpunten in 61 wedstrijden waarmee hij zich opwerkte tot publiekslieveling. In 1994 werd hij ook nog eens topscorer van de Ligue Nationale A en verkozen tot Beste buitenlandse speler van het seizoen. Het succes bleef niet onopgemerkt, VfB Stuttgart-trainer Jürgen Röber en teammanager Dieter Hoeneß bekeken de speler eenmalig en besloten hem vervolgens naar de Bundesliga te halen. Voor een transfersom van EUR 1,65 miljoen wisselde de Braziliaan van club.

### VfB Stuttgart
Bij het ambitieuze VfB Stuttgart vormde hij een succesvol trio met Fredi Bobic en Krasimir Balakov, die wel de "Magische Driehoek" werd genoemd. Ondertussen begon de aanvaller zich te ontwikkelen tot een zeer constante factor, ieder seizoen scoorde hij meer dan tien doelpunten in de competitie en daarmee eindigde hij praktisch altijd boven in het topscorersklassement. In 1997 leidde het trio de club naar winst van de DFB-Pokal. In de finale tegen Energie Cottbus was Élber verantwoordelijk voor beide doelpunten in de 2-0-overwinning. Dit waren tevens de laatste doelpunten die hij voor de club maakte want inmiddels had hij de aandacht getrokken van Bayern München. Voor een bedrag van EUR 6,25 miljoen maakte hij de overstap naar Der Rekordmeister.

### Bayern München
In 1997 tekende hij een vierjarig contract bij zijn nieuwe werkgever en daarmee begon de meest succesvolle periode uit zijn loopbaan. Hij won viermaal de landstitel met Bayern en driemaal de DFB-Pokal. In 1999 miste hij echter het slot van de Champions League toen de Duitsers het in de eindstrijd op moesten nemen tegen Manchester United. Door een zware knieblessure moest hij vanaf maart toekijken hoe zijn team de finale bereikte. Na een krankzinnige ontknoping gingen de Engelsen er uiteindelijk (1-2) met de beker vandoor. Twee jaar later kreeg hij een herkansing, Élber was in het seizoen 2000/01 dé man in vorm. In de kwartfinale moest Bayern het opnieuw opnemen tegen Manchester United maar ditmaal wist Der Rekordmeister aan het langste eind te trekken. Élber scoorde een doelpunt en er werd uiteindelijk met 3-1 gewonnen. In de halve finale tegen Real Madrid scoorde Élber zelfs tweemaal en werd er opnieuw met dezelfde cijfers van De Koninklijken afgerekend (3-1). In de finale wachtte vervolgens Valencia die voor de tweede achtereenvolgende maal de eindstrijd bereikten. Na het laatste fluitsignaal van scheidsrechter Dick Jol stond het nog steeds 1-1 en kwam het aan op penalty's. Bayern bleek het meest slagvaardig en won na exact 25 jaar weer de belangrijkste Europese hoofdprijs. Datzelfde seizoen werd ook nog de Wereldbeker aan de palmares toegevoegd.
De Braziliaanse spits ging maar door met scoren en verbrak in 2002 het Bundesliga-record van Stéphane Chapuisat. Op 23 maart van dat jaar maakte hij tegen 1. FC Köln zijn 107e en 108e doelpunt in de Duitse competitie en kroonde zich daarmee tot meest succesvolle buitenlandse spits ooit. Ondanks alle doelpunten was hij echter nog nooit topscorer geworden, dat gebeurde pas een seizoen later toen hij samen met Thomas Christiansen 21 doelpunten maakte en daarmee de "kicker Torjägerkanone Award" in ontvangst mocht nemen. Er ging een droom mee in vervulling voor de inmiddels 30-jarige aanvaller: "Dat ik de meest succesvolle buitenlandse spits ooit ben in de Bundesliga interesseert niemand in Brazilië. Als ik echter als topscorer huiswaarts keer, ben ik de held!" Daarnaast werd hij door zijn collega-voetballers ook nog eens verkozen tot "Beste Veldspeler van het Seizoen" en door Bayernfans benoemd tot "Speler van het Seizoen".
Giovane Élber was inmiddels uitgegroeid tot een van de succesvolste en geliefdste Bayern-spelers ooit. Hij kwam tot 256 competitiewedstrijden en scoorde daarin 133 doelpunten, voor de Zuid-Duitsers speelde hij 169 duels en trof daarin 92 maal het net. In de zomer van 2003 werd echter Roy Makaay als nieuwe spits aangetrokken en dit kostte Élber zijn basisplaats. Toen hij in het nieuwe seizoen na twee wedstrijden nog niet veel had laten zien, begon de Braziliaan aan zijn positie te twijfelen. Zijn collega-concurrenten Makaay en Pizarro vonden wel iedere week het net. Toen trainer Ottmar Hitzfeld werd gevraagd naar de situatie, antwoordde deze: "Het zou voor alle partijen het beste zijn als Giovani de club zal verlaten." Verschillende clubs uit binnen- en buitenland toonden vervolgens interesse en Élber koos voor een dienstverband bij Olympique Lyon. De Fransen waren op zoek naar een vervanger van de vertrokken Sonny Anderson en kwamen uit bij Ajacied Zlatan Ibrahimović. De vraagprijs van de Amsterdammers was echter te gortig en zodoende klopten ze aan bij Bayern München. Zij bereikten een akkoord en voor EUR 4,2 miljoen vertrok de Braziliaan naar Lyon.

### Olympique Lyon
Het eerste seizoen verliep succesvol, Élber scoorde tienmaal en won met zijn club het Franse landskampioenschap en de Supercup. In zijn tweede seizoen sloeg echter het noodlot toe, op 22 augustus 2004 liep hij een kuitbeenbreuk en een enkelblessure op die hem ruim een half jaar langs de kant hielden. Buiten het veld liep het ook niet goed, Élber voelde zich niet thuis in Frankrijk en dacht na een jaar al aan een eventuele terugkeer naar Duitsland. Vooral Borussia Mönchengladbach, onder leiding van trainer Dick Advocaat, toonde concrete interesse.
Begin 2005 kwam het tot een conflict tussen Élber en de clubleiding. Voor de tweede seizoenshelft moest Olympique bij de Franse voetbalbond een lijst inleveren met vier niet EU-spelers die in actie zouden kunnen komen. Lyon koos ervoor om Juninho, Cris, Caçapa en Nilmar in te schrijven en zodoende kwam Élber op een zijspoor te staan, hij was dat seizoen niet meer speelgerechtigd in de Ligue 1. De onderlinge verstandhouding tussen voorzitter Jean-Michel Aulas en Élber was ook verslechterd, eerdere uitspraken van de aanvaller over het feit dat hij wilde vertrekken bij de landskampioen, waren hem in het verkeerde keelgat geschoten. Bovendien was de grootverdiener (EUR 2,5 miljoen netto) voor een tweede operatie naar Duitsland gegaan zonder toestemming van de club en had hij, volgens de voorzitter, enkele hinderlijke uitspraken gedaan over de medische staf van de club. Élber was op zijn beurt niet te spreken over het handelen van zijn club: "Ze kunnen mij niet zomaar buitensluiten. Ik ben teleurgesteld en gekwetst, want ik heb nog nooit problemen met een club gehad."
Na enkele weken, op 29 januari, besloot Olympique het contract met Élber te ontbinden. Een dag later werd bekend dat hij was ingegaan op de aanbieding van Borussia Mönchengladbach. Zij namen de transfervrije spits over en legden hem vast tot de zomer van 2006.

### Borussia Mönchengladbach
Trainer Dick Advocaat streed op dat moment tegen degradatie en stond met zijn team op een 15e plek. Spitsen Wesley Sonck en Oliver Neuville maakten bij de club maar een matige indruk en de Braziliaan moest voor meer productiviteit gaan zorgen. Élber was echter nog steeds niet hersteld van zijn knieblessure en kwam het hele seizoen niet meer in actie. Het daaropvolgende seizoen kwam hij tot vier invalbeurten en raakte hij opnieuw in aanvaring met zijn werkgever. De nieuwe trainer Horst Köppel stelde Élber maar zelden op omdat deze meende dat de aanvaller nog steeds niet volledig was hersteld van zijn blessure, Élber beweerde echter het tegendeel en maakte de trainer uit voor een leugenaar. De club legde hem als waarschuwing een boete op van EUR 10.000, maar het mocht niet meer baten. De situatie was dusdanig verslechterd dat Borussia Mönchengladbach op 3 december besloot het contract met Élber te ontbinden. De spits speelde slechts 54 minuten in dienst van Die Fohlen en mocht op zoek naar een nieuwe club.

### Cruzeiro
Na 14 jaar in het buitenland te hebben gespeeld, besloot Élber eind 2005 terug te keren naar de Braziliaanse competitie. De 33-jarige spits bereikte overeenstemming met Cruzeiro en tekende voor één jaar. In Brazilië leek het succes weer enigszins terug te keren. In de eerste competitiehelft maakte de spits 15 doelpunten in 28 wedstrijden. Na de zomerstop, waarin het WK voetbal 2006 werd gespeeld, kreeg hij echter weer last van zijn oude blessures en kwam hij maar tot 12 wedstrijden en 3 doelpunten. Ondanks dat de club nog een jaar langer met hem door wilde, besloot Élber dat het mooi was geweest en beëindigde hij zijn carrière per direct op 20 november 2006 na aanhoudende enkelproblemen en het overlijden van zijn vader.

### Afscheidswedstrijd
Op 8 augustus 2006 speelde hij zijn afscheidswedstrijd voor de Bayern-fans tegen 1860 München, die eindigde in een 0-3 nederlaag. Ondanks het verlies maakte hij een laatste ereronde in de met 69.000 fans gevulde Allianz Arena. Aansluitend werd hij door Bayern München uitgeroepen tot erespeler, waarmee hij de eerste speler werd die deze titel kreeg.

## Interlandcarrière
Zo glansrijk als zijn clubcarrière, werd zijn interlandloopbaan niet. Élber maakte slechts op één toernooi deel uit van het Braziliaanse elftal, tijdens de Gold Cup in 1998. Daar speelde hij elke wedstrijd en kwam hij in groepswedstrijd tegen El Salvador tweemaal tot scoren. Daarnaast speelde hij nog enkele vriendschappelijke wedstrijden en kwalificatieduels voor het WK voetbal 2002. Hij ondervond veel concurrentie in de spitsenpositie van onder anderen Rivaldo, Romário en Ronaldo. Zijn interlandcarrière begon op 5 februari 1998 en eindigde op 5 september 2001.

## Spelersstatistieken
| Seizoen   | Club                     | Land        | Competitie                    | Wedstrijden | Goals |
| --------- | ------------------------ | ----------- | ----------------------------- | ----------- | ----- |
| 1991/1992 | AC Milan                 | Italië      | Serie A                       | 0           | 0     |
| 1991/1992 | Grasshopper              | Zwitserland | Ligue Nationale A             | 21          | 9     |
| 1992/1993 | Grasshopper              | Zwitserland | Ligue Nationale A             | 21          | 11    |
| 1993/1994 | Grasshopper              | Zwitserland | Ligue Nationale A             | 27          | 21    |
| 1994/1995 | VfB Stuttgart            | Duitsland   | Bundesliga                    | 23          | 8     |
| 1995/1996 | VfB Stuttgart            | Duitsland   | Bundesliga                    | 33          | 16    |
| 1996/1997 | VfB Stuttgart            | Duitsland   | Bundesliga                    | 31          | 17    |
| 1997/1998 | Bayern München           | Duitsland   | Bundesliga                    | 28          | 11    |
| 1998/1999 | Bayern München           | Duitsland   | Bundesliga                    | 21          | 13    |
| 1999/2000 | Bayern München           | Duitsland   | Bundesliga                    | 26          | 14    |
| 2000/2001 | Bayern München           | Duitsland   | Bundesliga                    | 27          | 15    |
| 2001/2002 | Bayern München           | Duitsland   | Bundesliga                    | 30          | 17    |
| 2002/2003 | Bayern München           | Duitsland   | Bundesliga                    | 33          | 21    |
| 2003/2004 | Bayern München           | Duitsland   | Bundesliga                    | 4           | 1     |
| 2003/2004 | Olympique Lyon           | Frankrijk   | Ligue 1                       | 27          | 10    |
| 2004/2005 | Olympique Lyon           | Frankrijk   | Ligue 1                       | 3           | 1     |
| 2004/2005 | Borussia Mönchengladbach | Duitsland   | Bundesliga                    | 0           | 0     |
| 2005/2006 | Borussia Mönchengladbach | Duitsland   | Bundesliga                    | 4           | 0     |
| 2006      | Cruzeiro                 | Brazilië    | Campeonato Brasileiro Série A | 21          | 5     |
| Totaal    | Totaal                   | Totaal      | Totaal                        | 380         | 190   |

## Erelijst
Als speler
 Grasshopper
- Schweizer Cup: 1993/94

 VfB Stuttgart
- DFB-Pokal: 1996/97

 Bayern München
- Bundesliga: 1998/99, 1999/00, 2000/01, 2002/03
- DFB-Pokal: 1997/98, 2000/01, 2002/03
- DFB-Ligapokal: 1997, 1998, 1999, 2000
- UEFA Champions League: 2000/01
- Wereldbeker voor clubteams: 2001

 Olympique Lyon
- Ligue 1: 2003/04, 2004/05
- Trophée des Champions: 2004

 Cruzeiro
- Campeonato Mineiro: 2006

Individueel
- Wereldkampioenschap voetbal onder 20: Zilveren Bal 1991
- Topscorer Nationalliga A: 1993/94
- Beste Buitenlandse Speler Nationalliga A: 1993/94
- kicker Bundesliga Team van het Seizoen: 1996/97, 1998/99, 2002/03
- Topscorer Bundesliga: 2002/03 (gedeeld met Thomas Christiansen)
- Duits Doelpunt van het Jaar: 1999
- Bayern München All-time XI

## Nevencarrière

### Privéleven
Na zijn actieve carrière bleef Élber in Brazilië samen met zijn vrouw Cintia en twee kinderen Camilla en Victor Antonio. Hij kocht een ranch en houdt daar nu zo'n 6.000 runderen. Daarnaast is hij al jaren actief sociaal betrokken bij de straatkinderen uit zijn geboortestad Londrina. Voor dat goede doel heeft hij zijn eigen Giovane Elber Stiftung opgezet.

### Scouting
In september 2007 werd hij door Bayern-bestuursleden Uli Hoeneß en Karl-Heinz Rummenigge benaderd met de vraag of hij scout wilde worden voor zijn oude club. Hij zegde meteen toe en is sindsdien voornamelijk verantwoordelijk voor de scouting in Zuid-Amerika. Het duurde niet lang voordat hij zijn eerste slag sloeg, in november ontdekte hij in Brazilië de 18-jarige Breno bij São Paulo. Hij bracht de overige scouts, Paul Breitner en Wolfgang Dremmler, op de hoogte die daarna ook naar Brazilië afreisden. Een maand later werd bekendgemaakt dat de jonge verdediger voor een bedrag van 12 miljoen euro over zou komen naar de Duitse topclub.